# Лучший защитник года CHL

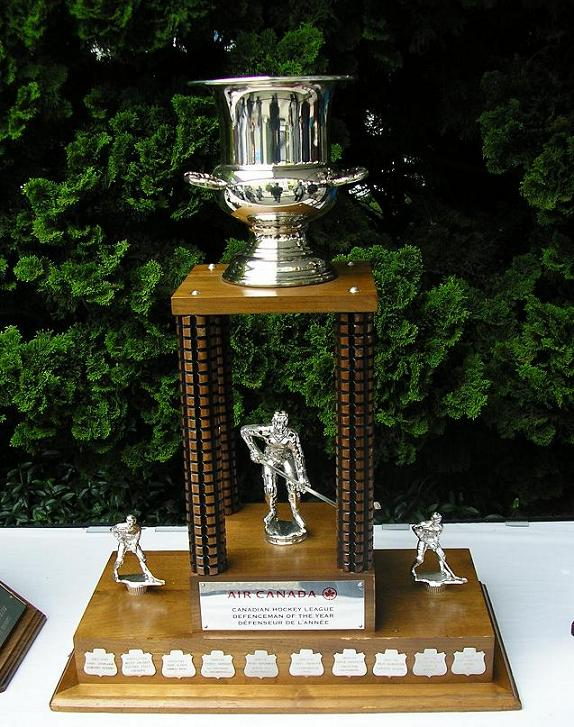
Лучший защитник года CHL

Лучший защитник года Канадской хоккейной лиги (англ. CHL Defenceman of the Year) — приз, ежегодно вручаемый лучшему защитнику CHL.

## Победители
- 2024-25  Сэм Дикинсон, Лондон Найтс (OHL)

- 2023-24  Зейн Парех, Сагино Спирит (OHL)
- 2022-23  Олен Зеллвегер, Камлупс Блэйзерс (WHL)
- 2021-22  Нэйтан Стейос, Гамильтон Булдогс (OHL)
- 2020-21 – Не вручался
- 2019-20  Ноэль Хофенмайер, Оттава Сиксти Севенс (OHL)
- 2018-19  Тай Смит, Спокан Чифс (WHL)
- 2017-18  Николас Хейг, Миссиссога Стилхедс (OHL)
- 2016-17  Тома Шабо, Сент-Джон Си Догз (QMJHL)
- 2015-16  Иван Проворов, Брэндон Уит Кингз (WHL)
- 2014-15  Энтони Деанжело, Сарния Стинг/Су-Сент-Мари Грейхаундз (OHL)
- 2013-14  Деррик Пульо, Портленд Уинтерхокс (WHL)
- 2012-13  Райан Спроул, Су-Сент-Мари Грейхаундз (OHL)
- 2011-12  Дуги Хэмилтон, Ниагара АйсДогс (OHL)
- 2010-11  Райан Эллис, Уинсор Спитфайрз (OHL)
- 2009-10  Давид Савар, Монктон Уайлдкэтс (QMJHL)
- 2008-09  Джонатон Блум, Ванкувер Джайэнтз (WHL)
- 2007-08  Карл Алзнер, Калгари Хитмен (WHL)
- 2006-07  Крис Расселл, Медисин-Хат Тайгерс (WHL)
- 2005-06  Кит Яндл, Монктон Уайлдкэтс (QMJHL)
- 2004-05  Дэнни Сиврэ, Лондон Найтс (OHL)
- 2003-04  Джеймс Вишневски, Плимут Уэйлерз (OHL)
- 2002-03  Брендан Белл, Оттава Сиксти Севенс (OHL)
- 2001-02  Дэн Хэмьюс, Принс-Джордж Кугэрз (WHL)
- 2000-01  Марк-Андре Бержерон, Шавиниган Катарактез (QMJHL)
- 1999-00  Мики Дюпон, Камлупс Блэйзерс (WHL)
- 1998-99  Брэд Стюарт, Калгари Хитмен (WHL)
- 1997-98  Деррик Уолсер, Римуски Осеаник (QMJHL)
- 1996-97  Шон Бланшар, Оттава Сиксти Севенс (OHL)
- 1995-96  Брайан Берард, Детройт Джуниор Ред Уингз (OHL)
- 1994-95  Нолан Баумгартнер, Камлупс Блэйзерс (WHL)
- 1993-94  Стив Госселин, Шикутими Сагенинс (QMJHL)
- 1992-93  Крис Пронгер, Питерборо Питс (OHL)
- 1991-92  Дрейк Береховски, Норт-Бей Центенниалз (OHL)
- 1990-91  Патрис Бризбуа, Дрюммонвилль Вольтижерс (QMJHL)
- 1989-90  Джон Слэни, Корнуэлл Ройялс (OHL)
- 1988-89  Брайан Фогэрти, Ниагара-Фолс Тандер (OHL)
- 1987-88  Грег Хогуд, Камлупс Блэйзерс (WHL)